# Зуев, Владимир Миронович
Влади́мир Миро́нович Зу́ев (род. 25 января 1937, Новосибирск) — советский и российский учёный-геолог, действительный член Академии горных наук, специалист в области разведки и оценки месторождений, ветеран алмазодобывающей промышленности.

## Биография
Родился 25 января 1937 в Новосибирске.
С 1958 по 1959 год старший коллектор Амакинской и Центральной комплексной тематической экспедиций Якутгеологоуправления. Преддипломную практику проходил в полевом отряде геолога-алмазника Г. Х. Файнштейна в районе пос. Мирного.
В 1959 году окончил Иркутский горнометаллургический институт по специальности «геология и разведка месторождений полезных ископаемых».
С 1959 по 1962 год прораб-геолог, начальник отряда, геолог-руководитель группы, геолог Водораздельного отряда, старший геолог партии Батуобинской экспедиции.
С 1962 по 1965 год первый секретарь Мирнинского городского комитета Всесоюзного ленинского коммунистического союза молодёжи.
С 1965 по 1967 год старший геолог гмо треста «Якуталмаз».
С 1967 по 1969 год заместитель главного геолога Якутского алмазодобывающего ордена Ленина горнообогатительного комбината «Якуталмаз».
С 1969 по 1972 год заместитель главного геолога Якутского алмазодобывающего производственного объединения «Якуталмаз». Занимался проблемой разрушения алмазов в процессах добычи и обогащения кимберлитов, а также более полного их извлечения из сырья.
С 1972 по 1978 год главный геолог рудника «Айхал» объединения «Якуталмаз». Принимал участие в запуске обогатительной фабрики № 12.
В 1974 году защитил диссертацию «Некоторые вопросы эксплуатационной разведки коренных месторождений алмазов (на примере кимберлитовой трубки Мир)» на соискание учёной степени кандидата геолого-минералогических наук. Научный руководитель — д-р геол.-минерал. наук, профессор Косыгин М. К.
В 1978 году заведующий научно-экспериментальной лабораторией при опытной фабрике № 7 института Якутнипроалмаз объединения «Якуталмаз». Член технической делегации Минцветмета СССР в Народную Республику Ангола, направленную в порядке оказания помощи в восстановлении разрушенного военными действиями народного хозяйства. С учётом опыта изучения и эксплуатации алмазных месторождений Якутии спрогнозировал на трубке «Катока» создание мощного эффективного горнодобывающего предприятия.
С 1978 по 1982 заведующий комплексной научно-исследовательской лабораторией обогащения института Якутнипроалмаз объединения «Якуталмаз».
С 1982 по 1986 заместитель директора института Якутнипроалмаз объединения «Якуталмаз» по научной работе.
С 1986 по 1992 год главный геолог объединения «Якуталмаз».
С 1993 по 1996 год директор АК «Алмазы России-Саха» по минерально-сырьевым ресурсам.
С 1996 по 1997 год вице-президент АК «АЛРОСА».
С 1998 по 2007 год главный эксперт-консультант, главный эксперт-советник Аналитического центра АК «АЛРОСА».
С 2007 по 2013 год главный эксперт-советник, главный эксперт Аналитического управления АК «АЛРОСА».
В 2008 году защитил диссертацию «Методологические основы системы геологического обеспечения современного горного производства на примере алмазодобывающей промышленности Якутии» на соискание учёной степени доктора геолого-минералогических наук.
С 2013 по 2020 год заместитель начальника Отдела эксплуатационной геологии АК «АЛРОСА».
С 2020 по 2022 год главный научный сотрудник Научно-исследовательского геологического предприятия АК «АЛРОСА».
С 2022 года главный научный сотрудник Вилюйской геологоразведочной экспедиции АК «АЛРОСА».

## Научная деятельность
Автор более 60 научных работ, в том числе 6 монографий. Индекс Хирша по публикациям в РИНЦ — 9.
Действительный член Академии горных наук.
Член редакционного совета журнала «Недропользование XXI век».
Действующий член Евразийского союза экспертов по недропользованию (ЕСОЭН).
Являлся вице-председателем 6-й Международной кимберлитовой конференции, которая проходила в августе 1995 года в Новосибирске.
Автор теории подсчёта содержания алмазов в недрах через представительно опробованные классы их крупности. С 1995 разведка и защита запасов алмазов всех коренных алмазных месторождений проходят с участием Владимира Мироновича Зуева.
Является разработчиком системы геологического контроля за полнотой и качеством извлечения алмазов из руды.
В 1992 по инициативе и под руководством Зуева В. М. весь алмазный геолого-разведочный комплекс бывшего ПГО «Якутскгеология» был принят в состав ПНО «Якуталмаз». В итоге был сохранён и продолжал работать уникальный кадровый, творческий и технологический потенциал алмазной геологии, созданный в Якутии. Прямым результатом деятельности геолого-разведочного комплекса АК «АЛРОСА» стало открытие в 1994—1996 нового Накынского промышленного кимберлитового поля, составляющего сегодня основу сырьевого потенциала алмазодобычи в России.

### Публикации
Книги
- Харькив А. Д., Зинчук Н. Н., Зуев В. М. История алмаза. — М.: Недра, 1997. — 601 с. — ISBN 5-247-03601-8.
- Зинчук Н. Н., Специус З. В., Зуенко В. В., Зуев В. М. Кимберлитовая трубка Удачная. Вещественный состав и условия формирования. — Новосибирск: Издательство Новосибирского университета, 1997. — 147 с. — ISBN 5-7615-0288-7.
- Серокуров Ю. Н., Калмыков В. Д., Зуев В. М. Космические методы при прогнозе и поисках месторождений алмазов. — М.: ООО «Недра-Бизнесцентр», 2001. — 198 с. — ISBN 5-8365-0091-6.
- Кудрявцева Г. П., Посухова Т. В., Вержак В. В., Веричев Е. М., Гаранин В. К., Головин Н. Н., Зуев В. М. Атлас. Морфогенез алмаза и минералов-спутников в кимберлитах и родственных породах Архангельской алмазоносной провинции. — М.: Полярный круг, 2005. — 624 с. — ISBN 5-200-00718-6.
- Серокуров Ю. Н., Калмыков В. Д., Зуев В. М. Дистанционный прогноз кимберлитового магматизма. — М.: ООО «Издательство ТРИУМФ», 2017. — 312 с. — ISBN 978-5-89392-769-6.
- Ковальчук О. Е., Зуев В. М., Гаранин К. В. Оценка продуктивности кимберлитов по микроалмазам. — Мирный: АЛРОСА, 2020. — 63 с. — ISBN 978-5-6041056-2-7.

Статьи
- Соболев Н. В., Тейлор Л. А.[англ.], Зуев В. М., Безбородов С. М., Снайдер Г. А., Соболев В. Н., Ефимова Э. С. Особенности эклогитового парагенезиса алмазов кимберлитовых трубок Мир и Удачная (Якутия) // Геология и геофизика. — 1998. — Т. 39, № 12. — С. 1667—1678. — ISSN 0016-7886.
- Зуев В. М., Харькив А. Д., Зинчук Н. Н., Манкенда А. Слабоэродированные кимберлитовые трубки Анголы // Геология и геофизика. — 1988. — Т. 29, № 3. — С. 56—62.
- Аргунов К. П., Зинчук Н. Н., Зуев В. М., Квасница В. Н.[укр.], Мельников В. С, Слепцов В. В. Карбонадо и дефектные кристаллы среди мелких алмазов из кимберлитов // Минералогический журнал. — 1985. — Т. 7, № 2. — С. 95—98.
- Харькив А. Д., Зуенко В. В., Боткунов А. И., Зинчук Н. Н., Зуев В. М., Мельник Ю. М. Минералого-петрохимические особенности кимберлитовых пород трубки «Удачная» // Записки Всесоюзного минералогического общества. — 1983. — Т. 112, № 4. — С. 426—435.
- Пучков Л. А., Кузьмин Е. В., Казикаев Д. М., Калитин В. Т., Зуев В. М. Проблемы перехода на подземную разработку алмазоносных месторождений Якутии // Горный информационно-аналитический бюллетень. — 1999. — № 5. — С. 138—140.
- Сафонов Л. А., Козеев А. А., Зуев В. М., Ведин А. Т. Состояние и научное обеспечение кристаллосберегающей технологии добычи алмазов // Горный журнал. — 1990. — № 5. — С. 18—19.
- Зуев В. М., Безбородов С. М., Салопанов А. Т., Иванушкин Ф. С. Геологические факторы отработки якутских месторождений алмазов // Горный журнал. — 1994. — № 9. — С. 18—19. — ISSN 0017-2278.
- Зуев В. М., Прокопчук Б. И., Метелкина М. П. О роли промежуточных коллекторов площадного типа в формировании промышленных россыпей алмазов // Советская геология. — 1981. — № 1. — С. 58—63.
- Чаадаев А. С., Иванов И. А., Зуев В. М. Инновационное развитие геологоразведочных работ — главное направление укрепления минерально-сырьевой базы АК «АЛРОСА» // Отечественная геология. — 2013. — № 4. — С. 3—6. — ISSN 0869-7175.
- Зуев В. М. О роли изучения кимберлитовых рудных тел в развитии отечественной алмазной геологии // Региональная геология и металлогения. — 2005. — № 26. — С. 34—36. — ISSN 0869-7892.

## Награды
- За заслуги перед государством, многолетний добросовестный труд и большой вклад в укрепление дружбы и сотрудничества между народами награждён Орденом Почёта (1997)[6].
- За заслуги в области геологии и многолетний добросовестную работу присвоено почётное звание «Заслуженный геолог Российской Федерации» (2023).
- Награждён юбилейной медалью «За доблестный труд. В ознаменование 100-летия со дня рождения Владимира Ильича Ленина» (1970).
- За долголетний добросовестный труд награждён медалью «Ветеран труда» (1987).
- За высокие трудовые показатели во Всесоюзном соцсоревновании награждён знаком «Ударник девятой пятилетки» (1976).
- Заслуженный работник народного хозяйства Якутской АССР.
- За открытие и разведку месторождения алмазов «Трубка Нюрбинская» в Республике Саха (Якутия) награждён нагрудным знаком «Первооткрыватель месторождения» (2015)[7].
- За открытие и разведку месторождения алмазов «Трубка Ботуобинская» в Республике Саха (Якутия) награждён нагрудным знаком «Первооткрыватель месторождения» (2015)[8].
- Награждён нагрудным знаком «Отличник разведки недр» (2017).